# Prisão de Spandau

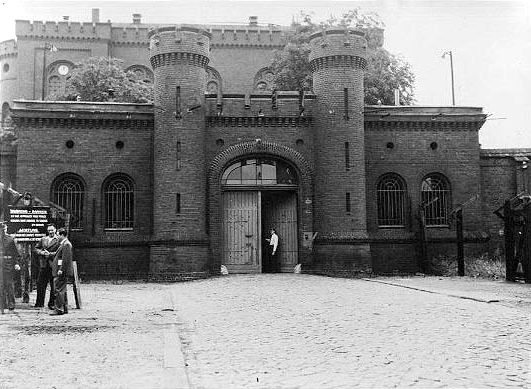
Prisão de Spandau, 1951.

A Prisão de Spandau era um presídio situado no distrito municipal Spandau na antiga Berlim Ocidental, construído em 1876 e demolido em 1987 após a morte de seu último prisioneiro, o deputado führer Rudolf Hess. Após a II Guerra Mundial, foi usado pelas autoridades das Quatro Potências vencedoras para instalar os criminosos de guerra condenados no Julgamento de Nuremberg.
Com capacidade para abrigar centenas de presos comuns, apenas sete homens foram aprisionados entre seus muros após novembro de 1946, todos ex-líderes da Alemanha nazista: Rudolf Hess, Erich Raeder, Karl Dönitz, Albert Speer, Walther Funk, Baldur von Schirach e Konstantin von Neurath. Dos sete, apenas quatro cumpriram suas penas integralmente; três deles, Neurath, Raeder e Funk, foram libertados depois de alguns anos por problemas de saúde.
O controle era feito pelos Aliados em rodízio mensal, com as bandeiras hasteadas de cada país por vez, indicando qual deles administrava a prisão naquele momento, cada um deles tendo autoridade administrativa por três meses a cada ano.
Em 1987 o presídio foi demolido para evitar que se tornasse um altar de romaria e veneração de neo-nazistas após a morte de Hess, seu ocupante solitário por mais de vinte anos, depois  da libertação de Speer e Von Schirach em 1966. Para assegurar sua completa destruição, o terreno da prisão foi transformado num estacionamento e num shopping center, de Britannia Centre Spandau, e o material demolido de sua construção transformado em pó e lançado no mar do Norte.

## A prisão

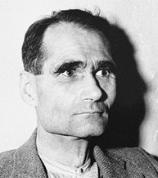
Rudolf Hess, o último prisioneiro de Spandau.

Inicialmente desenhada para abrigar centenas de prisioneiros, Spandau era uma prisão constituída de um sólido e velho edifício circundado por sólidos muros de cinco metros de altura, seguidos de uma cerca eletrificada envolta por muros de arame farpado. O complexo era vigiado por sessenta soldados em funções de serviço e guarda, além de nove torres guardadas por homens armados com metralhadoras em tripés vinte e quatro horas por dia.
As celas onde viviam os prisioneiros tinham 3 m de comprimento por 2,7 m de largura e 6 m de altura. Devido à grande quantidade de celas vazias, algumas delas eram usadas para outras funções, como capela e livraria. A parte central do presídio era o local mais apreciado pelos presos, transformado num grande jardim e numa horta, onde durante o cumprimento da pena cada um deles fez uma pequena plantação de verduras e frutas. A produção era usada na própria cozinha do presídio.